# Michael Gamper
Michael Gamper (Prissiano di Tesimo, 7 febbraio 1885 – Bolzano, 15 aprile 1956) è stato un presbitero austriaco.
Il grido di allarme di Gamper, canonico della chiesa collegiale di Bolzano, sulla Todesmarsch (marcia della morte) della minoranza di lingua tedesca dell'Alto Adige, lanciato nel 1953, è alla base della radicalizzazione della lotta per l'autonomia a cavallo degli anni sessanta del XX secolo, culminata nel terrorismo del Comitato per la liberazione del Sudtirolo.

## Biografia

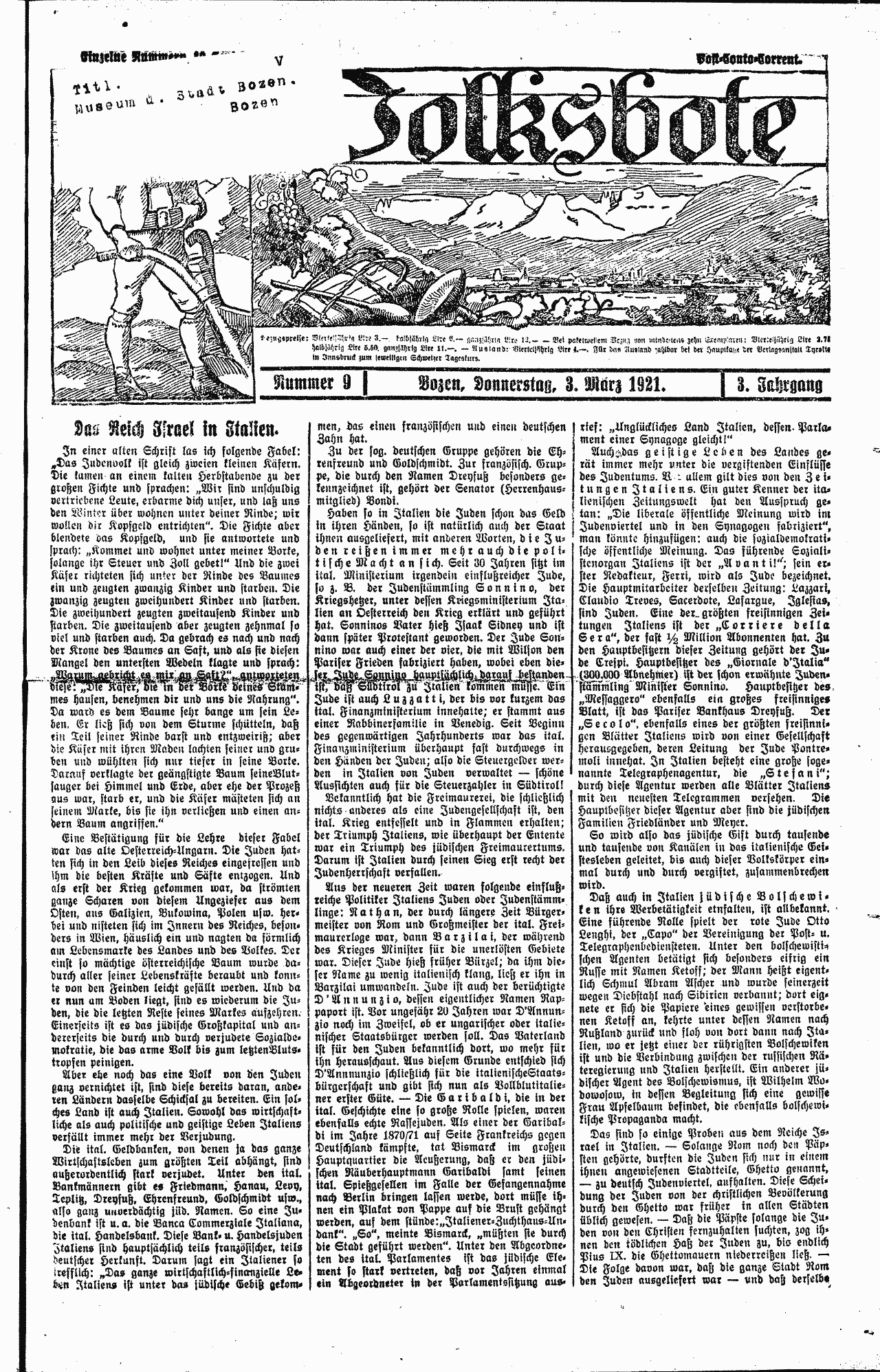
Articolo antisemita di Michael Gamper sulla prima pagina del Volksbote uscito il 3 marzo 1921, con il titolo Il popolo d'Israele in Italia.

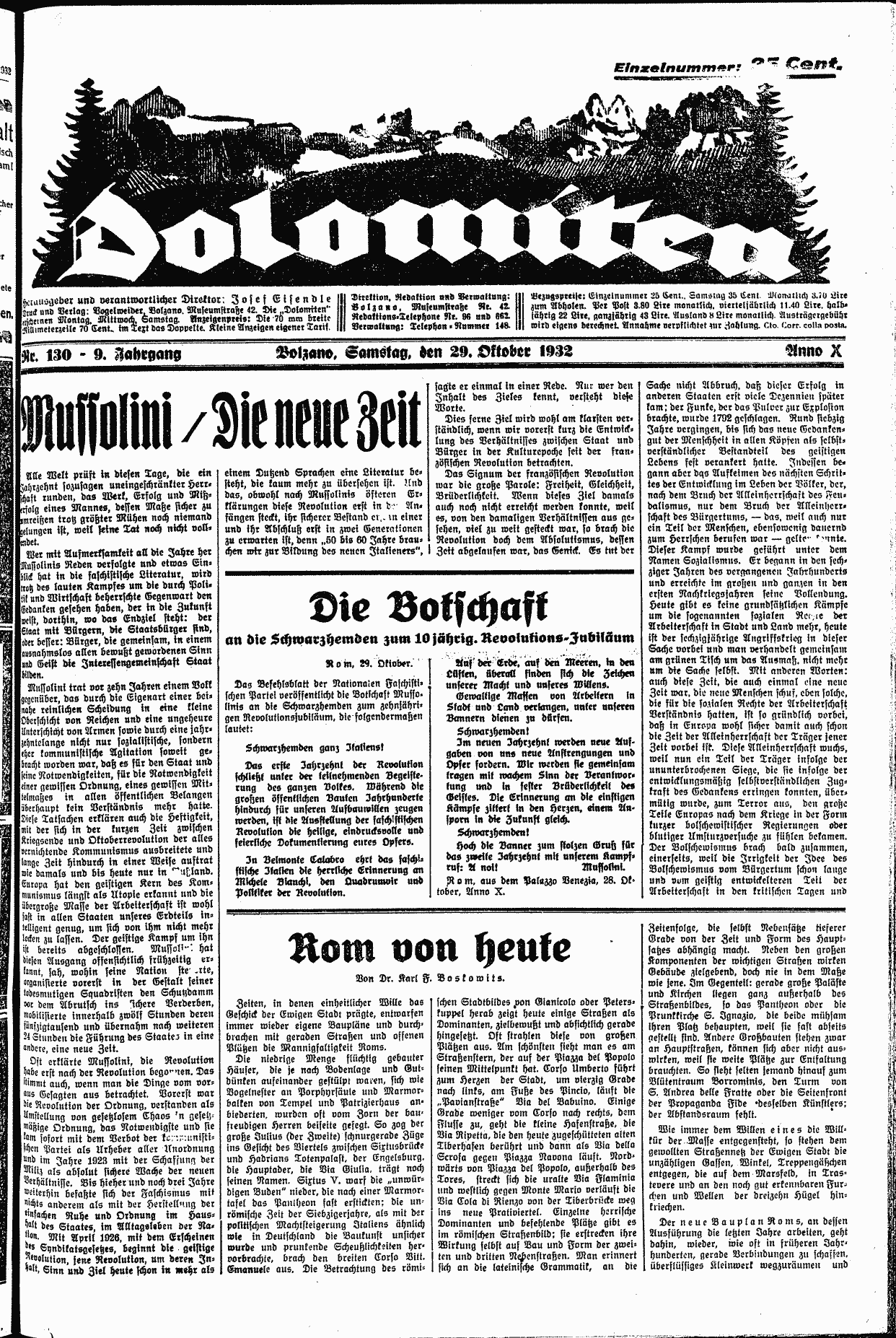
Prima pagina del Dolomiten del 29 ottobre 1932 con aperto elogio del decennale della presa di potere di Mussolini.

Gamper nacque a Prissiano, una frazione del comune di Tesimo, figlio del fabbro Michael Anton Gamper (1848-1929, originario di Proves in Val di Non) e di sua moglie Elizabeth, nata Sulzer. Terzo di sette figli, dotato di particolare talento, fu mandato a frequentare le scuole superiori benedettine a Merano, ma dato il suo stile di vita, dovette trasferirsi presso lo Johanneum. Dopo il liceo si iscrisse all'Università di Innsbruck, dove si mise a studiare teologia; divenne sacerdote nel 1908. Conseguita la laurea, frequentò il seminario a Trento.
A Gamper furono assegnate le parrocchie di Cornaiano, Anterivo, Laives, Barbiano e Cardano. Nel 1908 venne nominato canonico nella collegiata della parrocchiale di Bolzano. Durante questo periodo conobbe Monsignor Ämilian Schöpfer, il quale si rese conto delle qualità giornalistiche di Gamper e lo invitò ad assumere la direzione del nuovo quotidiano Südtiroler Volksbote. Dopo l'annessione del Tirolo meridionale (l'odierna provincia di Bolzano) al regno d'Italia, l'importazione del giornale Tiroler Volksbote era stata infatti vietata (novembre 1918), nonostante le rassicurazioni del senatore Tittoni (il 27 ottobre 1919) e del re Vittorio Emanuele III (il 1º dicembre 1919) di voler rispettare "la minoranza etnica, la loro lingua e le istituzioni culturali in questo paese liberale e democratico". Visto il divieto di importazione fu allora fondato il Südtiroler Volksbote, la cui prima edizione risale al 3 settembre 1919 e al quale dette da subito una spiccata impostazione antisemita e antsocialdemocratica.

### Editore
Nel 1921 Gamper divenne presidente della sezione sudtirolese della casa editrice Tyrolia-Verlag. A causa della politica fascista di italianizzazione della provincia di Bolzano i nomi Tirol, Südtirol e derivati vennero messi al bando e la casa editrice dovette cambiare nome: prima si scelse il nome Verlagsanstalt Vogelweider, ma anche questo dovette essere sostituito pochi mesi dopo, siccome troppo tedescofono, e fu scelto allora il nome Athesia (il nome latino della valle dell'Adige), che conserva tuttora.
Ad inizio dell'anno scolastico, scrisse sul settimanale Volksbote un appello dove segnala che l'anno a venire sarà permesso l'insegnamento della sola lingua italiana. Da qui quindi egli suggerisce l'inizio delle Katakombenschulen.
Nel 1924/25 dovettero chiudere in Provincia di Bolzano tutti i giornali di lingua tedesca, tra cui anche Der Landsmann, già Der Tiroler. Nel 1926 grazie all'appoggio del Vaticano e la mediazione del gesuita Pietro Tacchi Venturi, vicino a Mussolini e intimo di Gamper, questi ottenne che in Alto Adige venisse ripubblicato il proprio quotidiano in lingua tedesca (chiamato Dolomiten e pubblicato tre volte alla settimana), il quale seguirà una linea filogovernativa. Nel maggio del 1936, per esempio, lodò apertamente la ‘conquista’ dell'Impero Italiano d'Etiopia, commentando enfaticamente: «Roma e l’Italia sono di nuovo imperiali. Che tutto ciò che era veramente buono, grande e bello della vecchia Roma universale possa risorgere ringiovanito e benedetto!».

### Fascismo e nazismo
Gamper fu assieme a Josef Noldin uno degli ispiratori delle Katakombenschulen segrete, per garantire l'insegnamento in lingua tedesca, ufficialmente vietato. Dalla scuola-convitto del Marieninternat di Bolzano egli organizzò in gran segreto la scuola clandestina, predisponendo tre settori: Bolzano, Merano e Bressanone. Solo nel 1928, grazie ad una convenzione tra stato e Vaticano, si aprì la possibilità di insegnare la religione in lingua tedesca.
Dal 1933 Gamper intrattenne ottimi rapporti con il Volksbund für das Deutschtum im Ausland (VDA), un'organizzazione della politica culturale nazista, capeggiata da Hans Steinacher. Questi cofinanziò  le attività della scuola segreta sudtirolese e descrisse Gamper quale «miglior uomo tedesco del Sudtirolo (bester deutscher Mann in Südtirol)». Infatti, Gamper tenne una visione positiva del nazionalsocialismo almeno fino al 1937, in quanto ne condivideva l'orientamento völkisch, etnocentrico e anticomunista. Solo la politica sempre più anticattolica del nazismo allontanò Gamper più e più da esso.
In occasione delle opzioni in Alto Adige optò per la cittadinanza italiana, rimanendo da Dableiber. Nel 1940 scrisse un fondo dal titolo "Ein schrecklicher Verdacht" ("un terribile sospetto"), in cui riprese una protesta precedentemente pubblicata dall'Osservatore Romano che denunciava l'uccisione di malati e disabili da parte nazista nell'ambito del programma Aktion T4.
Dopo l'occupazione tedesca del settembre 1943 e la creazione dell'Operationszone Alpenvorland, Gamper dovette fuggire dalla Gestapo, e nella mattinata del 9 settembre si nascose dapprima a Vanga di Renon nella canonica del parroco. Grazie all'aiuto di alcuni amici, all'alba del 31 ottobre scende in val Sarentino e camuffato da ufficiale nazista fugge su di un'automobile fino a giungere a Firenze, dove trova rifugio in un convento in Toscana con il nome di don Michele. Lì spese il suo tempo nel redigere un memorandum per gli Alleati, finito nel 1944, in cui descrisse la storia del Sudtirolo dalla fine della prima guerra mondiale fino agli anni 1940 e ne chiese il ritorno all'Austria una volta finito il conflitto mondiale.

### Il dopoguerra
Dopo la guerra si prese cura nuovamente del quotidiano Dolomiten e della casa editrice Athesia, di cui rimase presidente fino al 1956.
Gamper descrisse l'Accordo De Gasperi-Gruber come la nostra costituzione, in base alla quale va regolata in futuro la convivenza fra italiani e tedeschi del Sudtirolo, ma riteneva inaccettabile una maggioranza politica italiana come quella che si era creata nella più grande regione Trentino-Alto Adige (a scapito della provincia di Bolzano), composta per 1/3 da abitanti di lingua tedesca e per i restanti 2/3 da persone di madrelingua italiana, lasciando il centro dell'amministrazione a Trento e non a Bolzano. Le sue posizioni anti-italiane si manifestarono nell'editoriale sulla "Todesmarsch der Südtiroler" del 28 ottobre 1953, in cui stigmatizzava, usando la metafora delle marce della morte naziste, la politica a suo dire oppressiva del governo italiano nei confronti della popolazione sudtirolese. Gamper diffuse numeri falsi sull'immigrazione da quel meridione che ci è estraneo, che vennero infatti smentiti. Ma la questione della Todesmarsch offrì dei forti spunti di polemica e innescò motivi gravi di scontro etnico, che sfociarono nel terrorismo degli anni a seguire.
Gamper morì all'età di 71 anni, il 15 aprile 1956 a Bolzano. Il Dolomiten gli dedicò l'intera prima pagina. I funerali furono svolti il 19 aprile, con un corteo funebre attraverso le vie di Bolzano, trasformandolo in un grande evento, a cui parteciparono oltre 30.000 persone.
(Franz Gschnitzer, deputato austriaco )

### La casa editrice Athesia
Lasciò la sua eredità, giornalistica e finanziaria, alla nipote Marta e a suo marito Toni Ebner. Oggigiorno la casa editrice Athesia è, in gran parte, di proprietà dei figli di Toni Ebner padre, Michl e Toni Ebner figlio.

## Citazioni
Il romanzo autobiografico Eredità di Lilli Gruber ricorda Michael Gamper, il quale avrebbe trattenuto dall'adesione al nazismo Rosa Josefa Tiefenthaler (bisavola di Lilli Gruber) ma purtroppo non altrettanto sarebbe riuscito a fare con Hella Rizzolli (prozia di Lilli Gruber e figlia di Rosa Josefa Tiefenthaler).

## Opere
- (DE)  Südtirol im Jubeljahr seines Bundes: Bericht über die 150-Jahr-Feier des Tiroler Herz-Jesu-Bundes im Jahre 1946, Bressanone, s.n., 1946